# Kiyomi Kumano
Kiyomi Kumano (くまのきよみ Kumano kiyomi?) es una cantante con una carrera J-Pop que se remonta a mediados de los años noventa. Kiyomi fue la trabajadora más activa en los primeros años del 2000 en Bemani. Aunque es conocida principalmente como cantante, se le conoce mejor como letrista, gracias a su trabajo en ese campo con Konami que datan desde el año 1995, con el CD de Tokimeki Memorial.

## Música principal
La siguiente lista muestra las canciones que fueron creadas por el mismo autor y también con los artistas que trabajó para su elaboración:

### KEYBOARDMANIA
- KEYBOARDMANIA
  - Mighty Guy

- KEYBOARDMANIA 2ndMIX
  - まっさら

- KEYBOARDMANIA 3rdMIX
  - Pink Rose

### pop'n music
- pop'n music 4
  - 恋は天然
  - 透明なマニキュア

- pop'n music 5
  - クチビル
    - pop'n music 5 (CS)
      - ファーストステップ
      - セイシュンing

- pop'n music 6
  - うるとら★ボーイ

- pop'n music 7
  - S・S・L ～スーパー・スペシャル・ラブ～
  - 電気人形
  - スウィーツ
  - 透明なマニキュア moonlit mix

- pop'n music 8 (CS)
  - spring

- pop'n music 9
  - 掌の革命
    - pop'n music 9 (CS)
      - わたしのからだ
      - セイシュンing (Long ver.)

- pop'n music 10
  - Sea Side City

- pop'n music 17 THE MOVIE
  - ロマンティックあげるよ
  - PITAゴラス☆KISS

### REFLEC BEAT
- REFLEC BEAT VOLZZA 2
  - ふ・れ・ん・ど・し・た・い